# Bonaspeia obtusistyla
Bonaspeia obtusistyla är en insektsart som beskrevs av Davies 1987. Bonaspeia obtusistyla ingår i släktet Bonaspeia och familjen dvärgstritar. Inga underarter finns listade i Catalogue of Life.